# 11 de agosto nos Jogos Olímpicos de Verão de 2016
11 de agosto de 2016 nos Jogos Olímpicos de Verão de 2016 foi o nono dia de competições.

## Esportes
| - Badminton - Basquetebol - Boxe - Canoagem - Ciclismo - Esgrima - Ginástica - Golfe | - Handebol - Hipismo - Hóquei sobre a grama - Judô - Natação - Polo aquático - Remo - Rugby sevens | - Tênis - Tênis de mesa - Tiro - Tiro com arco - Vela - Voleibol - Voleibol de praia |

## Campeões do dia
| Evento                                          | Ouro                                                                  | Prata                                                                                  | Bronze                                                                          |
| ----------------------------------------------- | --------------------------------------------------------------------- | -------------------------------------------------------------------------------------- | ------------------------------------------------------------------------------- |
| Remo - Skiff quádruplo masculino                | Philipp Wende Lauritz Schoof Karl Schulze Hans Gruhne GER Alemanha    | Karsten Forsterling Alexander Belonogoff Cameron Girdlestone James McRae AUS Austrália | Andrei Jämsä Allar Raja Tõnu Endrekson Kaspar Taimsoo EST Estônia               |
| Remo - Skiff quádruplo feminino                 | Annekatrin Thiele Carina Bär Julia Lier Lisa Schmidla GER Alemanha    | Chantal Achterberg Nicole Beukers Inge Janssen Carline Bouw NED Países Baixos          | Maria Springwald Joanna Leszczyńska Agnieszka Kobus Monika Ciaciuch POL Polônia |
| Remo - Dois sem masculino                       | [Eric Murray]] Hamish Bond NZL Nova Zelândia                          | Lawrence Brittain Shaun Keeling NZL Nova Zelândia                                      | Marco Di Costanzo Giovanni Abagnale NZL Nova Zelândia                           |
| Remo - Skiff duplo feminino                     | Magdalena Fularczyk-Kozłowska Natalia Madaj POL Polônia               | Victoria Thornley Katherine Grainger GBR Grã-Bretanha                                  | Donata Vištartaitė Milda Valčiukaitė LTU Lituânia                               |
| Remo - Skiff duplo masculino                    | Martin Sinković Valent Sinković CRO Croácia                           | Mindaugas Griškonis Saulius Ritter LTU Lituânia                                        | Kjetil Borch Olaf Tufte NOR Noruega                                             |
| Remo - Quatro sem leve masculino                | Lucas Tramèr Simon Schürch Simon Niepmann Mario Gyr SUI Suíça         | Jacob Barsøe Jacob Larsen Kasper Winther Jørgensen Morten Jørgensen DEN Dinamarca      | Franck Solforosi Thomas Baroukh Guillaume Raineau Thibault Colard FRA França    |
| Tiro - Carabina em 3 posições 50 m feminino     | Barbara Engleder GER Alemanha                                         | Zhang Binbin CHN China                                                                 | Du Li CHN China                                                                 |
| Canoagem - C-2 slalom masculino                 | Ladislav Škantár Peter Škantár SVK Eslováquia                         | David Florence Richard Hounslow GBR Grã-Bretanha                                       | Gauthier Klauss Matthieu Péché FRA França                                       |
| Canoagem - K-1 slalom feminino                  | Maialen Chourraut ESP Espanha                                         | Luuka Jones NZL Nova Zelândia                                                          | Jessica Fox AUS Austrália                                                       |
| Ginástica artística - Individual geral feminino | Simone Biles USA Estados Unidos                                       | Alexandra Raisman USA Estados Unidos                                                   | Aliya Mustafina RUS Rússia                                                      |
| Judô - Até 78 kg feminino                       | Kayla Harrison USA Estados Unidos                                     | Audrey Tcheuméo FRA França                                                             | Mayra Aguiar BRA Brasil Anamari Velenšek SLO Eslovênia                          |
| Tiro com arco - Individual feminino             | Chang Hye-jin KOR Coreia do Sul                                       | Lisa Unruh GER Alemanha                                                                | Ki Bo-bae KOR Coreia do Sul                                                     |
| Judô - Até 100 kg masculino                     | Lukáš Krpálek CZE República Checa                                     | Elmar Gasimov AZE Azerbaijão                                                           | Cyrille Maret FRA França Ryunosuke Haga JPN Japão                               |
| Esgrima - Espada por equipes feminino           | Loredana Dinu Simona Gherman Simona Pop Ana Maria Popescu ROM Romênia | Hao Jialu Sun Yiwen Sun Yujie Xu Anqi CHN China                                        | Olga Kochneva Violetta Kolobova Tatiana Logunova Lyubov Shutova RUS Rússia      |
| Ciclismo - Velocidade por equipes masculino     | Philip Hindes Callum Skinner Jason Kenny GBR Grã-Bretanha             | Eddie Dawkins Ethan Mitchell Sam Webster NZL Nova Zelândia                             | Grégory Baugé Michaël D'Almeida François Pervis FRA França                      |
| Rugby sevens - Masculino                        | FIJ Fiji                                                              | GBR Grã-Bretanha                                                                       | RSA África do Sul                                                               |
| Tênis de mesa - Individual masculino            | Ma Long CHN China                                                     | Zhang Jike CHN China                                                                   | Jun Mizutani JPN Japão                                                          |
| Natação - 200 m peito feminino                  | Rie Kaneto JPN Japão                                                  | Yuliya Yefimova RUS Rússia                                                             | Shi Jinglin CHN China                                                           |
| Natação - 200 m costas masculino                | Ryan Murphy USA Estados Unidos                                        | Mitchell Larkin AUS Austrália                                                          | Evgeny Rylov RUS Rússia                                                         |
| Natação - 200 m medley masculino                | Michael Phelps USA Estados Unidos                                     | Kosuke Hagino JPN Japão                                                                | Wang Shun CHN China                                                             |
| Natação - 100 m livre masculino                 | Kyle Chalmers AUS Austrália                                           | Pieter Timmers BEL Bélgica                                                             | Nathan Adrian USA Estados Unidos                                                |